# 1980 PE3
1980 PE3 är en asteroid i huvudbältet som upptäcktes den 15 augusti 1980 av Royal Observatory Edinburgh, med hjälp av Siding Spring-observatoriet.